# 미시시피의 인어
《미시시피의 인어》(La sirène du Mississipi)는 이탈리아에서 제작된 프랑수아 트뤼포 감독의 1969년 드라마, 범죄, 멜로/로맨스 영화이다. 윌리암 아이리시의 동명의 소설을 각색한 것이다. 장폴 벨몽도, 카트린느 드뇌브가 주연한다. 2001년 마이클 크리스토퍼가 리메이크하였다.

## 출연

### 주연
- 장폴 벨몽도
- 카트린 드뇌브

### 조연
- 넬리 보르게우드
- 미셀 부케

## 기타
- 원작자: 윌리엄 아이리시
- 의상: 이브 생 로랑